# 福尔内卢
福尔内卢是葡萄牙波尔图区的一个堂区。总面积5.64平方公里，总人口1504人，人口密度266.7人/平方公里。